# Tempo

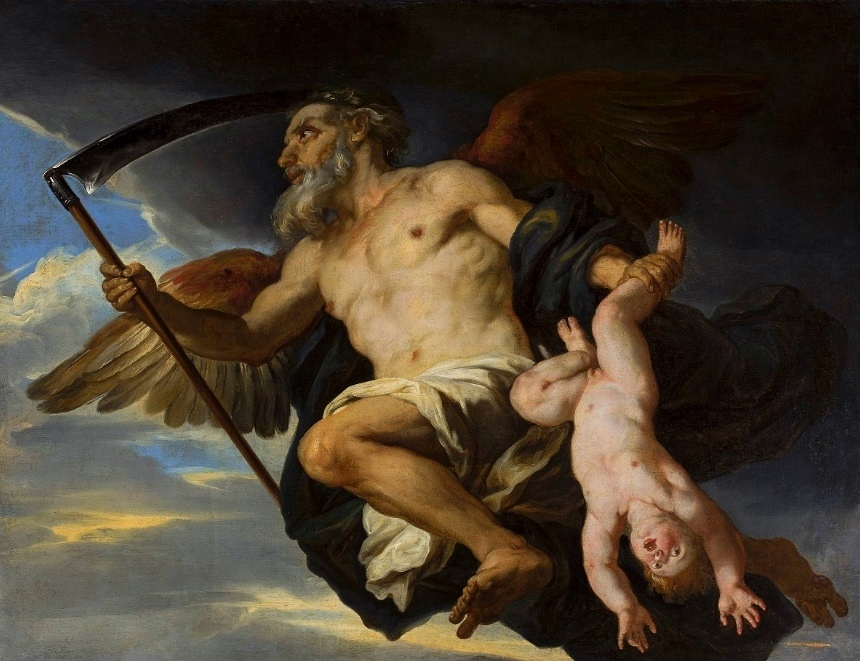
"Padre Tempo" Cronos con la sua falce mentre trascina il figlio, olio su tela di Giovanni Francesco Romanelli (secondo quarto del XVII secolo)

Il tempo è la percezione e rappresentazione della modalità di successione degli eventi, per cui essi avvengono prima, dopo o durante altri eventi. Da un punto di vista scientifico è una grandezza fisica fondamentale.
La complessità del concetto è da sempre oggetto di studi e riflessioni filosofiche e scientifiche.

## Tempo e coscienza

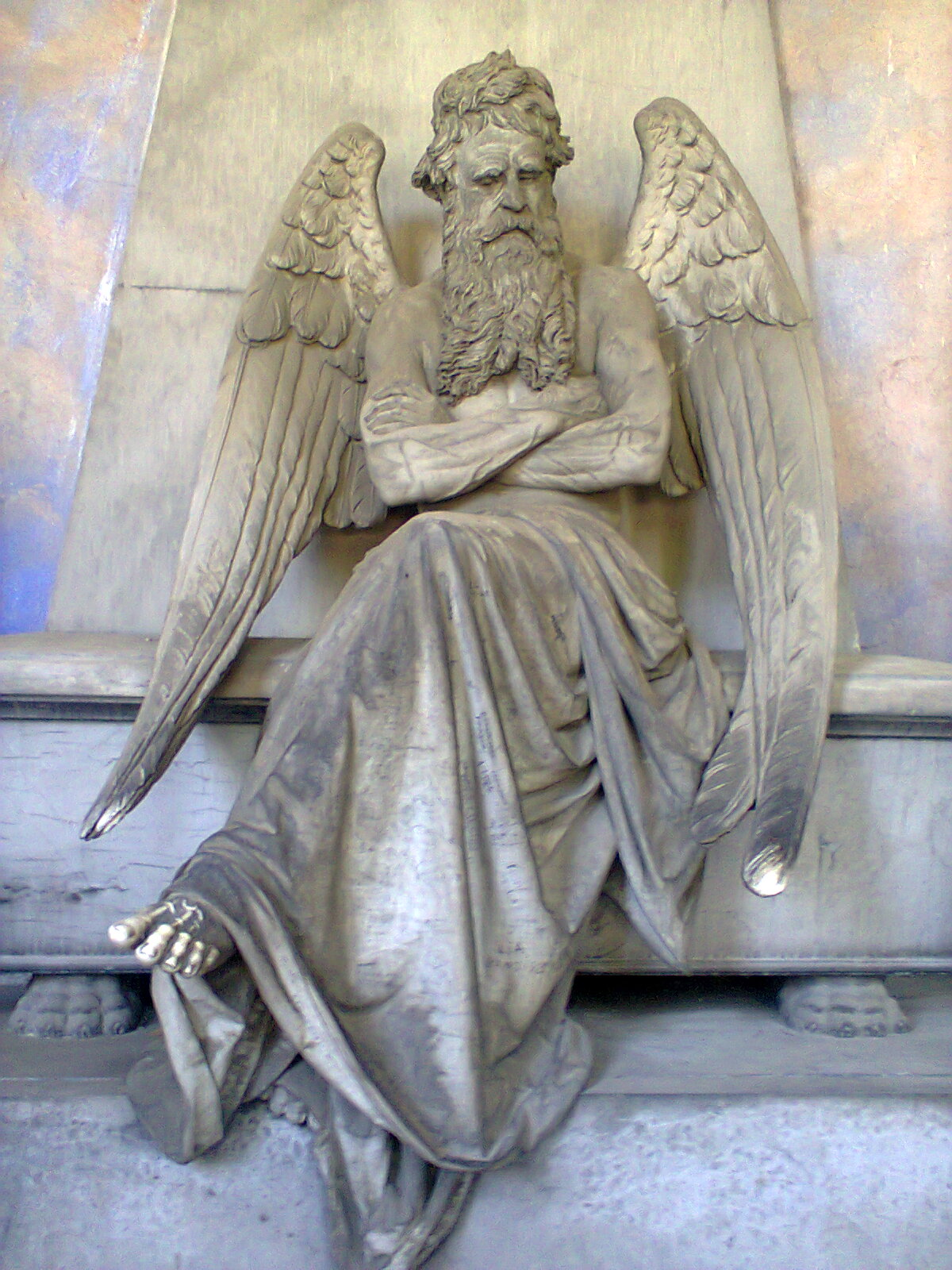
Statua del Tempo di Giuseppe Benetti (1873), scultura nel Cimitero monumentale di Staglieno (Genova)

Dalla coscienza umana emergerebbe l'esperienza conosciuta come "il trascorrere del tempo", che caratterizza i fenomeni e i cambiamenti materiali e spaziali della nostra esperienza. Tale concetto non trova una corrispondenza univoca nella fisica, dove non è possibile sequenziare in modo assoluto, ma solo localmente l'apparente successione degli eventi secondo l'osservazione umana. Tutto ciò che si muove nello spazio e/o si trasforma è descritto dalla mente umana in relazione al tempo. Alcuni esempi tra i più immediati sono la rotazione della Terra attorno al proprio asse, che determina l'alternanza del giorno e della notte, e il suo moto di rivoluzione intorno al Sole, che determina le variazioni stagionali e la durata dell'anno solare. Tali eventi forniscono la sensazione alla mente umana che è trascorso un "intervallo di tempo", definizione che però nasconde una logica circolare poiché ne costituisce anche la spiegazione.
Molto di ciò che riguarda la percezione del tempo sembra quindi dipendere dalla mente: il passato è un ricordo, derivato dalla memoria del vissuto, il presente una comprensione, una lettura del reale adottata dal soggetto al momento della percezione, il futuro una previsione, una proiezione dei costrutti intellettuali. Scientificamente, il tempo può essere descritto come un’entità in cui passato e futuro coesistono senza una separazione netta, mentre il presente, in senso stretto, non esisterebbe poiché ogni percezione o evento richiede un intervallo minimo determinato dal limite imposto dalla velocità della luce.

## La misura del tempo

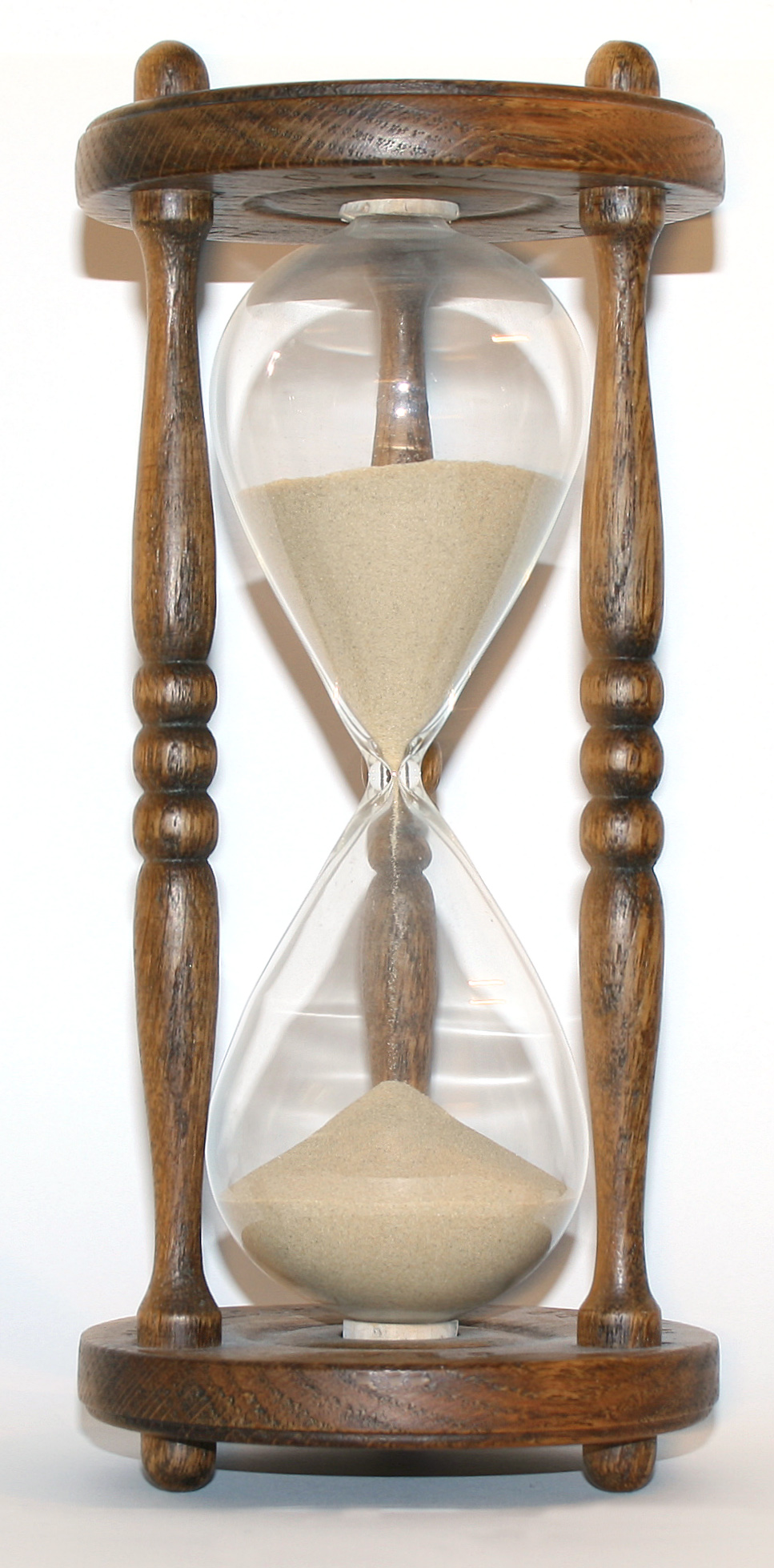
Una clessidra

L'unità di misura standard del Sistema Internazionale è il secondo. In base a esso sono definite misure più ampie come il minuto, l'ora, il giorno, la settimana, il mese, l'anno, il lustro, il decennio, il secolo e il millennio. Il tempo può essere misurato, esattamente come le altre dimensioni fisiche. Gli strumenti per la misurazione del tempo sono chiamati orologi. Gli orologi molto accurati vengono detti cronometri. I migliori orologi disponibili sono gli orologi atomici.
Esistono svariate scale temporali continue di utilizzo corrente: il tempo universale, il tempo atomico internazionale (TAI), che è la base per le altre scale, il tempo coordinato universale (UTC), che è lo standard per l'orario civile, il tempo terrestre (TT), ecc. L'umanità ha inventato i calendari per tenere traccia del passaggio di giorni, settimane, mesi e anni.

### Distanze misurabili con il tempo
Nel linguaggio di tutti i giorni spesso si usa il tempo come misuratore di distanze, per indicare la durata di un percorso (come ad esempio: "mezz'ora d'automobile", "un giorno di viaggio", "10 minuti di cammino"). Dato che la velocità è uguale allo spazio percorso diviso l'intervallo di tempo impiegato a percorrere quello spazio, si può fare un'inferenza implicita sulla velocità media tenuta dal corpo in movimento. Si valorizza così in modo approssimato la distanza a livello temporale, in relazione al fatto che lo spazio percorso può essere espresso come la velocità media (all'incirca nota), moltiplicata per l'intervallo di tempo interessato.
Tecnicamente, però, espressioni come "un anno luce" non esprimono un intervallo di tempo, ma una distanza avendone nota la velocità: infatti più precisamente l'anno luce si può esprimere come "la distanza percorsa dalla luce in un anno", conoscendone esattamente la velocità c nel vuoto.

## Il tempo nella filosofia e nella fisica
Importanti questioni filosofiche, metafisiche e fisiche sul tempo comprendono domande come:
- Il tempo senza cambiamento è concettualmente impossibile?
- Il tempo scorre realmente, oppure l'idea di passato, presente e futuro è completamente soggettiva, descrittiva solo di un inganno dei nostri sensi?
- Il tempo è rettilineo o lo è solo nel breve spazio di tempo che l'uomo ha sperimentato e sperimenta?

Quest'ultima questione può dare luogo a due idee fondamentali del tempo:
- Pensiero cronometrico occidentale, che vede il tempo come un'entità lineare e misurabile. Questa visione risponde alla necessità di ottimizzare il proprio tempo e dipende dall'organizzazione economica.
- Tempo ciclico e puntiforme, scandito nelle società tradizionali dal passare delle stagioni o secondo eventi contingenti (es. il mercato della domenica).

C'è quindi un tempo qualitativo, legato alla natura e all'oggettività dell'esperienza, che dipende dalle necessità sociali, agricole, antropologiche, ed un tempo quantitativo, astratto e frazionabile, che sta man mano, con la globalizzazione, diventando dominante.

### Antichità classica

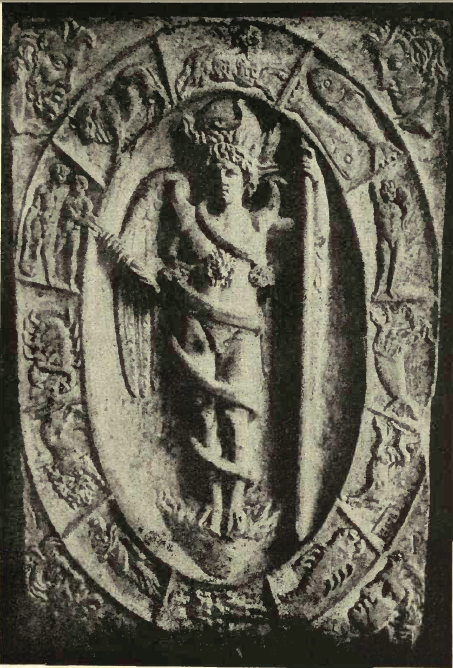
Statua mitraica del tempo illimitato, circondato dai segni dello zodiaco, e da quattro divinità del vento agli angoli.

Nell'antica Grecia esistevano due termini diversi per distinguere l'aspetto quantitativo e misurabile del tempo, denominato chrònos, da quello qualitativo, detto kairós, associato al presentarsi di un'opportunità o uno specifico archetipo: concetto che ritorna ad esempio nella Bibbia con l'espressione:
(Qoelet, 3, 1–11)
Vi era poi un terzo termine, aion, che indicava il tempo come eternità e dimensione trascendente. Quest'ultimo era propriamente il «tempo della vita», scandito non solo dai cicli della natura ma del cosmo nella sua interezza, di cui gli astri sono garanti del suo perpetuo rinascere e ripetersi infinitamente.
Se il tempo così concepito portò, nella scuola eleatica, persino a negare la stessa nozione di un suo fluire come nei paradossi di Zenone, i quali sfidavano in modo provocatorio la nozione comune di tempo, Platone attribuiva un'eterna immobilità al mondo delle idee, contrapposta alla temporalità terrena seppure fondante quest'ultima, sicché secondo la sua celebre definizione, il tempo è «l'immagine mobile dell'eternità».
Per Aristotele, invece, esso è la misura del movimento secondo il «prima» e il «poi», per cui anche lo spazio è strettamente necessario per definirlo. Solo Dio è motore immobile, eterno e immateriale, mentre le orbite planetarie, cercando di imitarlo, risultano contraddistinte da un tempo perfettamente uniforme e regolare, ossia quello ciclico, che detta l'alternanza delle stagioni nel mondo sublunare.
Per Plotino il cielo con i suoi movimenti ciclici dei corpi celesti è simbolo dell'eternità (Aion), ma non è l'eternità stessa; questa dà all'universo ordine e tempo, il quale è vita dell'anima, ed immagine (eikón) dell'eternità.

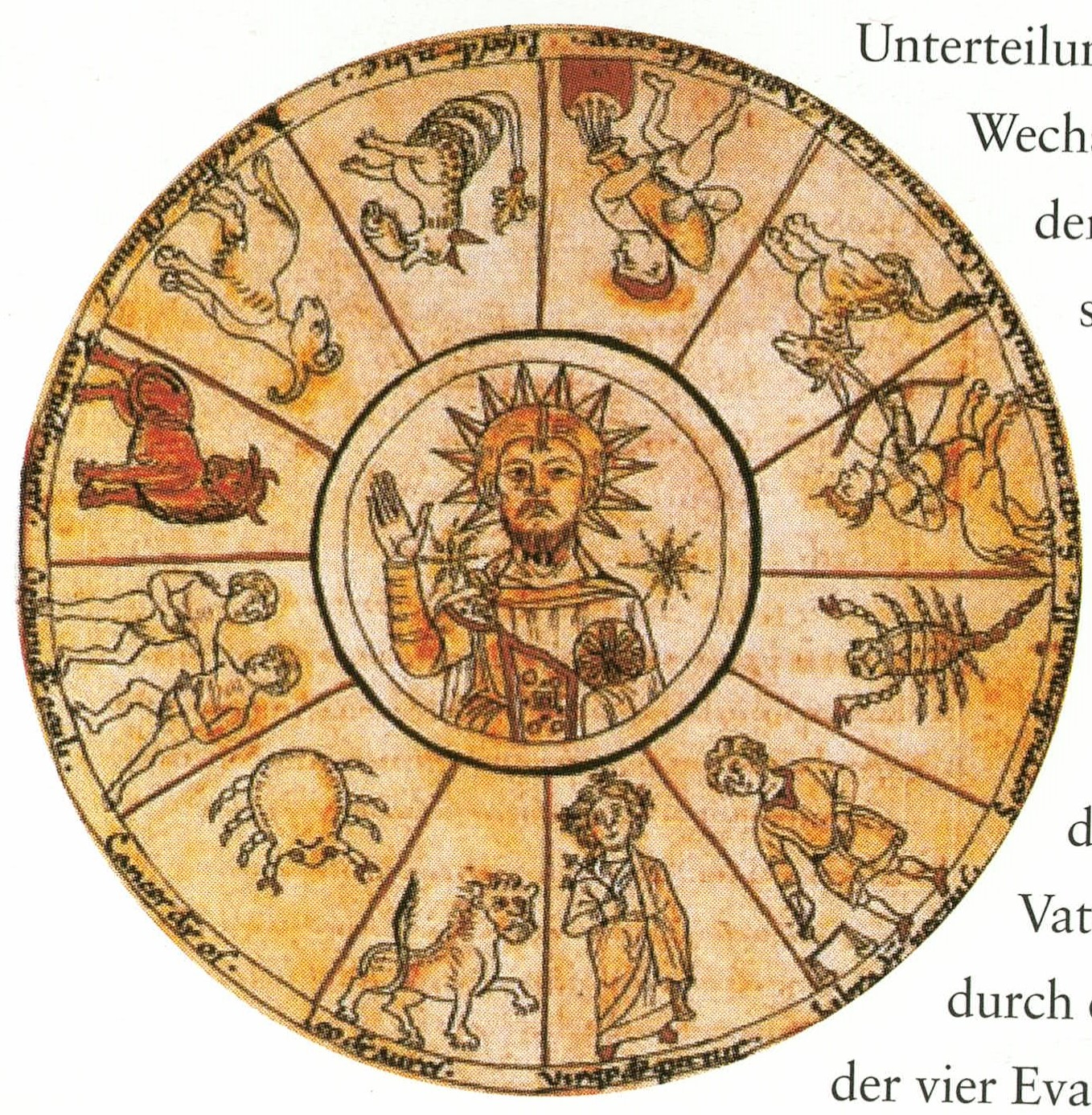
Immagine di Cristo Cronocratore, ovvero «Signore del tempo», che sostituisce l'iconografia pagana del Sole al centro della ruota zodiacale.

Secondo Agostino il tempo è stato creato da Dio assieme all'Universo, ma la sua natura resta profondamente misteriosa, tanto che il filosofo, vissuto tra il IV e il V secolo d.C., afferma ironicamente: «Se non mi chiedono cosa sia il tempo lo so, ma se me lo chiedono non lo so».
Egli critica una concezione del tempo aristotelica inteso come misura del moto (degli astri): nelle Confessioni afferma che il tempo è "distensione dell'animo" ed è riconducibile a una percezione propria del soggetto che, pur vivendo solo nel presente (con l'attenzione), ha coscienza del passato grazie alla memoria e del futuro in virtù dell'attesa. Per Agostino, insomma, il tempo è un'entità soggettiva.
Da Agostino in poi il pensiero cristiano concepisce il tempo in senso lineare-progressivo e non più circolare-ciclico come nel mondo pagano, sebbene anch'esso preveda un ritorno ad uno stato originario (apocatastasi). Dalla caduta di Adamo l'escatologia cristiana procede verso la "consumazione del tempo", il riscatto dell'uomo verso Dio, il Giudizio Universale e la redenzione, cioè il reintegro dell'antico stato di purezza adamitico.

### L'epoca moderna: il dibattito tra tempo assoluto e tempo illusorio
Il tempo è stato considerato in vari modi nel corso della storia del pensiero, ma le definizioni di Platone e Aristotele sono state di riferimento per moltissimi secoli (magari criticate o reinterpretate in senso cristiano), fino a giungere alla rivoluzione scientifica. Di questo periodo è fondamentale la definizione di Isaac Newton (1642-1727), secondo il quale il tempo (al pari dello spazio) è "sensorium Dei" (senso di Dio) e scorrerebbe immutabile, sempre uguale a sé stesso (una concezione analoga è presente nelle opere di Galileo Galilei). Degna di nota è la contesa tra Newton e Leibniz, che riguardava la questione del tempo assoluto: mentre il primo credeva che il tempo fosse, analogamente allo spazio, un contenitore di eventi, il secondo riteneva che esso, come lo spazio, fosse un apparato concettuale che descriveva le interrelazioni tra gli eventi stessi. John Ellis McTaggart credeva, dal canto suo, che il tempo e il cambiamento fossero semplici illusioni.

### Dal tempo soggettivo alla teoria della relatività
È stato il filosofo tedesco Immanuel Kant a dare una svolta radicale a questo modo di vedere, grazie alla sua cosiddetta nuova "rivoluzione copernicana", secondo la quale al centro della filosofia non si deve porre l'oggetto ma il soggetto: il tempo diviene allora, assieme allo spazio, una "forma a priori della sensibilità". In sostanza se gli esseri umani non fossero capaci di avvertire lo scorrere del tempo non sarebbero neanche capaci di percepire il mondo sensibile e i suoi oggetti che, anche se sono inconoscibili in sé, sono collocati nello spazio. Quest'ultimo è definito come "senso esterno", mentre il tempo è considerato un "senso interno": in ultima analisi tutto ciò che esiste nel mondo fisico viene percepito e ordinato attraverso le strutture a priori del soggetto e ciò che, in prima battuta, viene collocato nello spazio viene poi ordinato temporalmente (come dimostra la nostra memoria).
Un ritorno alla concezione qualitativa del tempo si è avuta nella nozione romantica di Zeitgeist, lo «spirito del tempo», mentre nel Novecento un importante contributo alla riflessione su questo tema si deve al filosofo francese Henri Bergson il quale, nel suo Saggio sui dati immediati della coscienza osserva che il tempo della fisica non coincide con quello della coscienza. Il tempo come unità di misura dei fenomeni fisici, infatti, si risolve in una spazializzazione (come ad esempio le lancette dell'orologio) in cui ogni istante è oggettivamente rappresentato e qualitativamente identico a tutti gli altri; il tempo originario, invece, si trova nella nostra coscienza che lo conosce mediante intuizione; esso è soggettivo, e ogni istante risulta qualitativamente diverso da tutti gli altri.
Un cambiamento radicale del concetto di tempo in fisica è stato invece introdotto dalla teoria della relatività ("ristretta" nel 1905 e "generale" nel 1916) di Einstein. Secondo la relatività ristretta, la misura degli intervalli di tempo non è assoluta, ma relativa all'osservatore. Quello che è uguale per tutti gli osservatori in sistemi di riferimento inerziali è, infatti, il valore dalla velocità della luce: c = 299792458 m/s che è dunque una costante fisica fondamentale. Le quantità invarianti per tutti gli osservatori non sono quelle relative separatamente allo spazio e al tempo, bensì quelle definite nello spaziotempo quadridimensionale. La decomposizione di quest'ultimo in tre dimensioni spaziali e una temporale è invece relativa a ciascun osservatore. A sua volta, la presenza del campo gravitazionale determina una curvatura dello spaziotempo, capace di deflettere la luce e di rallentare il tempo (teoria della relatività generale).
Secondo la relatività ristretta l’intervallo di tempo fra due eventi misurato da un osservatore differisce da quello misurato da un altro osservatore per un fattore moltiplicativo, che dipende dalla velocità relativa dei due osservatori. Più in particolare le formule di Lorentz sono le seguenti:
{\displaystyle {\begin{cases}x'=\gamma \left(x-vt\right)\\y'=y\\z'=z\\t'=\gamma \left(t-{\frac {v}{c^{2}}}x\right)\end{cases}}}
dove:
- x, y, z rappresentano le tre coordinate spaziali, supponendo che i due osservatori si muovano l'uno rispetto all'altro nella direzione x;
- t rappresenta la coordinata temporale;
- v è la velocità relativa fra i due osservatori;
- c è la costante della velocità della luce nel vuoto;
- {\displaystyle \gamma ={\frac {1}{\sqrt {1-{\frac {v^{2}}{c^{2}}}}}}} è il fattore di dilatazione temporale di Lorentz.

Alcuni effetti previsti dalla teoria della relatività furono inizialmente considerati come paradossi. Uno dei più noti è il cosiddetto paradosso dei gemelli. La premessa del paradosso è che esistano due gemelli, di cui uno parte per un viaggio interstellare con un'astronave capace di andare a una velocità prossima a quella della luce, mentre l'altro rimane sulla Terra. In base all’effetto di dilatazione degli intervalli temporali descritto dalle formule di Lorentz, il gemello rimasto sulla Terra dovrebbe aspettarsi che il tempo sia trascorso più lentamente per il gemello astronauta, e quindi che quest'ultimo apparirà più giovane quando i due si incontreranno nuovamente sulla Terra. Ma il gemello astronauta, facendo lo stesso ragionamento nel suo sistema di riferimento, si aspetta invece di trovare più giovane il gemello rimasto sulla Terra: in questo consisterebbe il paradosso. In realtà la situazione descritta non si può ricondurre a una singola trasformazione di Lorentz che connetta i due osservatori: se i due gemelli si allontanano fra loro e successivamente si riavvicinano, non possono essersi mossi di moto rettilineo uniforme l'uno rispetto all’altro. In presenza di moti accelerati, il calcolo del tempo trascorso per ciascuno dei due deve essere fatto mediante il calcolo del tempo proprio lungo la sua traiettoria spaziotemporale (linea di universo): la differenza fra i due valori del tempo proprio trascorso lungo le due traiettorie (valori che non dipendono dal sistema di riferimento considerato) fornisce la differenza di età finale fra i due gemelli, senza alcuna ambiguità o paradosso. Si può dimostrare che il tempo proprio trascorso fra due eventi è massimo per una traiettoria inerziale rispetto a ogni altra traiettoria possibile fra gli stessi due eventi.
La teoria della relatività cambia radicalmente la nozione di simultaneità (due eventi possono avvenire contemporaneamente per un osservatore ma non per un altro). Proprio la revisione del concetto di simultaneità – dovuta al fatto (sperimentalmente osservato) che la velocità della luce è la stessa per tutti gli osservatori – permise a Einstein di spiegare l’origine delle formule di Lorentz e dei conseguenti effetti di contrazione delle misure di lunghezza e dilatazione delle misure di tempo quando si confrontano osservatori in moto l’uno rispetto all’altro.
Poiché due eventi A e B, simultanei per un dato osservatore, non lo saranno per altri (e vi saranno osservatori per cui A avviene prima di B, e altri per i quali B avviene prima di A), il principio di causalità – che afferma che un evento passato può influenzare un evento futuro, ma non viceversa – deve essere necessariamente riformulato. Si afferma quindi che un evento A può influenzare un evento B solo se A precede temporalmente B per qualunque osservatore inerziale: questo si verifica se B è contenuto nel cono luce futuro di A, ossia se B può essere raggiunto a partire da A da un corpo che viaggi a velocità inferiore a quella della luce, o al più da un segnale che viaggi alla velocità della luce.
Se esistesse un corpo in grado di viaggiare a velocità maggiore di quella della luce, rispetto a qualche osservatore esso apparirebbe viaggiare all'indietro nel tempo. La stessa teoria della relatività prevede, d'altra parte, 
- che una particella di massa nulla possa solo viaggiare alla velocità della luce, e
- che sia impossibile accelerare un corpo massivo fino alla velocità della luce, poiché occorrerebbe un'energia infinita per farlo; si può inoltre ricavare facilmente che per una particella di massa nulla, che viaggia alla velocità della luce, il tempo proprio non trascorre.

La dilatazione degli intervalli temporali descritta dalle formule di Lorentz viene spesso descritta, nei testi scolastici o divulgativi, dicendo che "un osservatore sulla Terra vede rallentare un orologio posto su un'astronave che viaggi a grande velocità": ma quest'affermazione si presta a essere interpretata scorrettamente. Ciò che l'osservatore sulla Terra misurerebbe se osservasse l'orologio dell'astronave con un ipotetico telescopio, infatti, non sarebbe l'intervallo di tempo misurato da quell'orologio, bensì l'intervallo di tempo fra la ricezione (al telescopio) di segnali luminosi consecutivi emessi dall'orologio. La dilatazione che si osserverebbe non sarebbe quella data dal solo fattore {\displaystyle \gamma } di Lorentz, ma quella data dall'effetto Doppler relativistico.
Anche il concetto fisico di simultaneità, la cui revisione da parte di Einstein destò inizialmente un certo disorientamento, è in realtà distinto dall'idea ingenua che se ne ha usualmente. Noi tendiamo a pensare, ad esempio, che ciò che vediamo attorno a noi in un certo istante, o ciò che vediamo raffigurato in una fotografia, sia l'immagine di una collezione di eventi simultanei. In realtà non è così: l'immagine retinica e la fotografia non riproducono tutti gli oggetti così come si trovavano nello stesso istante, ma come si trovavano nell'istante in cui hanno emesso i segnali luminosi che sono poi arrivati simultaneamente alla retina, o all'obiettivo dell'apparecchio fotografico. Finché nell'immagine compaiono solo oggetti vicini, la differenza è impercettibile. Ma se si osserva o si fotografa il cielo stellato è facile rendersi conto che le immagini dei corpi celesti corrispondono a segnali emessi molto tempo fa, in momenti diversi, tanto più indietro nel tempo quanto più l'oggetto è lontano dall'osservatore. Ciò che l'immagine retinica e quella fotografica a fotografia rappresentano, dunque, non è una porzione dell'insieme degli eventi simultanei in un dato istante, ma è invece precisamente una porzione del cono luce passato. La differenza fra spazio di simultaneità e cono luce, a causa del valore molto grande della velocità della luce, è impercettible alla scala delle distanze terrestri, mentre diventa evidente quando si confrontano i due insiemi su distanze astronomiche (come nel caso del cielo stellato). Due osservatori, in moto uno rispetto all'altro, che in un certo istante vengano a trovarsi nella stessa posizione, in quell'istante vedono attorno a sé esattamente la stessa immagine dello spazio fisico circostante (e se scattassero entrambi una fotografia, otterrebbero esattamente la stessa fotografia), anche per oggetti molto lontani, dato che il cono luce spaziotemporale di un evento è il medesimo per tutti gli osservatori. Viceversa, l'insieme degli eventi simultanei (che non corrisponde a una percezione istantanea, ma è una costruzione matematica derivante dall'attribuzione, da parte di ciascun osservatore, di una coordinata temporale a ciascun evento dello spaziotempo) sarebbe diverso per i due osservatori.

### Ulteriori sviluppi: il tempo come percezione, l'intangibilità
Einstein ebbe alcune discussioni sul tempo con grandi pensatori della sua epoca, tra cui il filosofo francese Henri Bergson, che attribuisce grande importanza agli stati di coscienza piuttosto che al tempo spazializzato della fisica (si veda "Durata e simultaneità" del 1922). Per Bergson il tempo concretamente vissuto è una durata "reale" a cui lo stato psichico presente conserva da un lato il processo da cui proviene (attraverso la memoria), ma naturalmente costituisce anche qualcosa di nuovo. Dunque non c'è soluzione di continuità tra gli stati della coscienza: esiste una continua evoluzione, un movimento vissuto che la scienza non può spiegare pienamente con i suoi concetti astratti e rigidi, nonostante il riconoscimento dei suoi grandi progressi.
L'ingegnere J. W. Dunne sviluppò una teoria del tempo nella quale considerava la nostra percezione del tempo come simile alle note suonate su un piano. Avendo avuto alcuni sogni premonitori, decise di tenerne traccia, e trovò che contenevano eventi passati e futuri in quantità equivalenti. Da questo concluse che nei sogni riusciamo a sfuggire al tempo lineare. Pubblicò le sue idee in An Experiment with Time del 1927, cui fecero seguito altri libri.
Possiamo chiederci:
- "Che cos'è il tempo?"
- "Come se ne definisce un'unità di misura, prescindendo dalla comune opinione?"

È nel tentativo di dare una risposta rigorosa a queste domande che ci si accorge delle difficoltà e dei pregiudizi. L'unico modo convincente di rispondere alla domanda "Che cos'è il tempo" è forse quello operativo, dal punto di vista strettamente fisico-sperimentale: "Il tempo è ciò che si misura con degli strumenti adatti". Un'analisi microscopica del problema tuttavia mostra come la definizione di orologio sia adatta solo a una trattazione macroscopica del problema e quindi non consenta di formulare una definizione corretta per le equazioni del moto di particelle descritte dalla meccanica quantistica.
Se si segue coerentemente sino in fondo questa definizione, si vede facilmente come tutti gli strumenti di misura del tempo ("orologi") si basino sul confronto (e conseguente conteggio) tra un movimento nello spazio (ad esempio la rotazione o la rivoluzione terrestre) e un altro movimento "campione" (meccanico, idraulico, elettronico), con sufficienti caratteristiche di precisione e riproducibilità. Si noti che il campione di movimento deve essere sempre un moto accelerato (rotazione, oscillazione lineare o rotatoria), mentre non è campione idoneo il moto rettilineo uniforme.
Si noti anche come il metodo di confronto del movimento con il campione si fondi necessariamente sulla trasmissione di segnali elettromagnetici (es. luminosi, ma non solo), le cui proprietà influiscono direttamente sulla misura: da ciò conseguono in modo quasi ovvio le formulazioni della interdipendenza tra coordinate spaziali, asse temporale e velocità della luce espresse della relatività ristretta.
In base a queste osservazioni, data la totale sovrapponibilità degli effetti operativi, si potrebbe addirittura assumere quale definizione del tempo, in fisica, l'identità con il movimento stesso. In questo senso, l'intero Universo in evoluzione si può considerare il vero fondamento della definizione di tempo; si noti l'importanza essenziale della specifica "in evoluzione", ossia in movimento vario, accelerato: senza movimento, senza variazione anche il tempo scompare.
L'idea che una teoria fondamentale non debba contenere il concetto di tempo tra le sue primitive risale a Bryce DeWitt ed è stata sviluppata successivamente da Carlo Rovelli, Craig Callender e Julian Barbour.

### Il tempo nella fisica moderna

Nello spaziotempo di Minkowski, ogni evento O individua un cono di luce che divide lo spazio tempo in regioni distinte: il futuro (insieme dei punti che possono essere influenzati da O), il passato (eventi che hanno influenzato O) e il presente (eventi che non hanno correlazione causale con O)

In fisica moderna, il tempo è definito come distanza tra gli eventi calcolata nelle coordinate spaziotemporali quadridimensionali. La relatività speciale mostrò che il tempo non può essere compreso se non come una parte del cronotopo (altra parola per definire lo spaziotempo, una combinazione di spazio e tempo). La distanza tra gli eventi dipende dalla velocità relativa dell'osservatore rispetto a essi. La relatività generale modificò ulteriormente la nozione di tempo introducendo l'idea di uno spazio-tempo capace di curvarsi in presenza di campi gravitazionali. Un'importante unità di misura del tempo in fisica teorica è il tempo di Planck.

### Tempo quantizzato
Il tempo quantizzato è un concetto sviluppato a livello teorico. Il tempo di Planck è il tempo che impiega un fotone che viaggia alla velocità della luce, ossia nel vuoto, per percorrere una distanza pari alla lunghezza di Planck. Il tempo di Planck (~5,4×10−44 s) è il più piccolo intervallo di tempo teoricamente misurabile, nonché secondo le attuali conoscenze la più piccola quantità ad avere un significato fisico. In fisica, nel modello standard il tempo non è quantizzato ma viene trattato come continuo.

## Concetto di tempo in geologia
Il concetto di tempo in geologia è un argomento complesso in quanto non è quasi mai possibile determinare l'età esatta di un corpo geologico o di un fossile. Molto spesso le età sono relative (prima di…, dopo la comparsa di…) o presentano un margine di incertezza, che cresce con l'aumentare dell'età dell'oggetto. Sin dagli albori della geologia e della paleontologia si è preferito organizzare il tempo in funzione degli organismi che hanno popolato la Terra durante la sua storia: il tempo geologico ha pertanto struttura gerarchica e la gerarchia rappresenta l'entità del cambiamento nel contenuto fossilifero tra un'età e la successiva.
Solo nella seconda metà del XX secolo, con la comprensione dei meccanismi che regolano la radioattività, si è incominciato a determinare fisicamente l'età delle rocce. La precisione massima ottenibile non potrà mai scendere al di sotto di un certo limite in quanto i processi di decadimento atomico sono processi stocastici e legati al numero di atomi radioattivi presenti all'interno della roccia nel momento della sua formazione. Le migliori datazioni possibili si attestano sull'ordine delle centinaia di migliaia di anni per le rocce con le più antiche testimonianze di vita (nel Precambriano) mentre possono arrivare a precisioni dell'ordine di qualche mese per rocce molto recenti.
Un'ulteriore complicazione è legata al fatto che molto spesso si confonde il tempo geologico con le rocce che lo rappresentano. Il tempo geologico è un'astrazione, mentre la successione degli eventi registrata nelle rocce ne rappresenta la reale manifestazione. Esistono pertanto due scale per rappresentare il tempo geologico, la prima è la scala geocronologica, la seconda è la scala cronostratigrafica. In prima approssimazione comunque, le due scale coincidono e sono intercambiabili.

## La percezione del tempo
Karl von Vierordt alla fine dell'Ottocento, scoprì il cosiddetto "punto di indifferenza" del tempo, ovvero il punto in cui il tempo soggettivo e il tempo fisico coincidono che è situato sotto i tre secondi, passati i quali il tempo soggettivo si accorcia.
A volte si percepisce il passare del tempo come più rapido ("il tempo vola"), significando che la durata appare inferiore a quanto è in realtà; al contrario accade anche di percepire il passare del tempo come più lento ("non finisce mai"). Il primo caso viene associato a situazioni piacevoli, o di grande occupazione, mentre il secondo si applica a situazioni meno interessanti o di attesa (noia). Inoltre sembra che il tempo passi più in fretta quando si dorme. Il problema della percezione del tempo si trova in stretta correlazione con i problemi relativi al funzionamento e alla fisiologia del cervello. Un esempio di ciò è la cronostasi, un'illusione che sembra far durare più di quanto realmente è avvenuta un'immagine che precede un rapido movimento dell'occhio.

### Simultaneità e causalità
Eventi distinti tra loro possono essere apparentemente simultanei oppure apparire distanziati in proporzione a un certo numero di cicli di un determinato fenomeno soggettivo e locale, per cui sembrerebbe possibile quantificare in che misura un certo evento avvenga dopo un altro, ma in realtà ciò è fisicamente impossibile, l'istante è indefinibile, la simultaneità è solo apparente e gli eventi accadono in ordine diverso per osservatori differenti. Il tempo misurabile, solo localmente nella stessa cornice temporale, che separa i due eventi corrisponde all'ammontare dei cicli intercorsi in una data cornice temporale, ma per altri osservatori l'ordine degli eventi potrebbe avere diversi cicli temporali o anche essere invertito. Convenzionalmente tali cicli si considerano, per definizione, periodici entro un limite di errore sperimentale e solo localmente. Tale errore sarà percentualmente più piccolo quanto più preciso sarà lo strumento (orologio) che compie la misura e relativa alla posizione vicino a una massa in cui è posizionato e relativamente alla sua velocità, accelerazione e direzione. Nel corso della storia dell'uomo gli orologi sono passati dalla scala astronomica (moti del Sole, della Terra) a quella quantistica (orologi atomici) raggiungendo progressivamente precisioni crescenti fino a evidenziare che il tempo scorre differentemente sulla terra, anche a poca distanza di altezza.
Uno dei modi di definire il concetto di dopo è basato sull'assunzione della causalità apparente all'esperienza umana. Il lavoro compiuto dall'umanità per incrementare la comprensione della natura apparente del tempo e della misurazione relativa del tempo, con la creazione e il miglioramento dei calendari e degli orologi, è stato uno dei principali motori della scoperta scientifica che nell'ultimo secolo ha portato alla soppressione del concetto di tempo universale e fondamentale.

### Nelle diverse culture
Il tempo, così come lo spazio, è una categoria a priori ma non per questo non gli viene dato un significato e una rappresentazione diversa in ogni cultura.

Si può affermare, in maniera generale, che esso venga percepito come il variare della persona e delle cose.
L'antropologo Christopher Hallpike, rifacendosi agli studi dello psicologo Jean Piaget, affermò che a seconda della cultura il tempo viene percepito come operatorio e pre-operatorio (percezione del tempo fino agli otto anni). La visione operatoria del tempo consente di coordinare i fattori di durata, successione e simultaneità.

Per dimostrare la sua tesi egli fece osservare a degli aborigeni melanesiani due macchinine su due piste concentriche facendole partire e fermare nello stesso tempo e di seguito domandando quale delle due macchinine avesse percorso più spazio. Gli aborigeni non seppero rispondere a quella domanda e per questo motivo egli pensò che mancasse loro la capacità di coordinare i tre fattori.
In Melanesia vengono fatte delle corse di cavalli su piste concentriche e di conseguenza la mancanza di una correlazione non-lineare e quantificabile del tempo sembra non escludere la capacità di coordinare durata, successione e simultaneità.